# Пниктоген
Пниктогените са група на периодичната система (група 15, бивша VA група), известни още като „азотна група“. Групата включва следните химични елементи:
- азот
- фосфор
- арсен
- антимон
- бисмут
- московий

Азотът и фосфорът са неметали, арсенът и антимонът са металоиди, а бисмутът е слаб метал. Предполага се, че московият също като бисмута, ще е с характер на слаб метал.

## Приложения
- Азотът е често използван под формата на криогенна течност (течен азот), под формата на торове (амониева селитра – NH4NO3, или други видове селитри) и в промишлеността – азотна киселина (HNO3), амоняк (NH3) и в синтеза на много органични съединения: амини, нитрозо-съединения, както и други видове съединения.
- Фосфорът се използва при производството на кибрити и запалителни вещества. Фосфатните торове са често използвани в промишлеността.
- Арсенът не намира голямо приложение, поради токсичността, която проявява. Използва се главно за производството на някои арсеносъдържащи органични съединения.
- Антимонът се използва, като сплав с оловото за производството на боеприпаси. Подобно на арсена, антимонът е силно токсичен.
- Бисмутът под формата на бисмутов субсалицилат, е бил използван за производството на Пепто-Бисмола, като основна съставка.